# Cherry Pie
Albums de Warrant
Dirty Rotten Filthy Stinking Rich
(1989) Dog Eat Dog
(1992)
Cherry Pie est le deuxième album studio publié par le groupe de glam metal Warrant le 11 septembre 1990. Produit par Beau Hill, cet album a été certifié double disque de platine par la RIAA le 6 août 1991 et a atteint la septième place du Billboard 200 le 13 octobre 1990.

## Musiciens
- Jani Lane : chant
- Erik Turner : guitare
- Joey Allen : guitare
- Jerry Dixon : basse
- Steven Sweet : batterie

## Liste des titres
1. Cherry Pie – 3:20
2. Uncle Tom's Cabin – 4:01
3. I Saw Red – 3:47
4. Bed of Roses (Bonnie Hayes, Lane) – 4:04
5. Sure Feels Good to Me (Johnny B. Frank, Lane, Danny Stag) – 2:39
6. Love in Stereo – 3:06
7. Blind Faith – 3:33
8. Song and Dance Man – 2:58
9. You're the Only Hell Your Mama Ever Raised – 3:34
10. Mr. Rainmaker – 3:29
11. Train, Train (Rick Medlocke) – 2:49
12. Ode to Tipper Gore [Live] (Warrant) – 0:54

## Singles
- Cherry Pie, classé à la dixième place du Billboard Hot 100 le 3 novembre 1990.
- I Saw Red, classé à la dixième place du Billboard Hot 100 le 23 février 1991.
- Uncle Tom's Cabin, classé à la soixante-dix huitième place du Billboard Hot 100 le 18 mai 1991.
- Blind Faith, classé à la quatre-vingt huitième place du Billboard Hot 100 le 20 juillet 1991.